# HD 37055
HD 37055 è una stella bianco-azzurra nella sequenza principale di magnitudine 6,41 situata nella costellazione di Orione. Dista 2609 anni luce dal sistema solare.

## Osservazione
Si tratta di una stella situata nell'emisfero celeste australe, ma molto in prossimità dell'equatore celeste; ciò comporta che possa essere osservata da tutte le regioni abitate della Terra senza alcuna difficoltà e che sia invisibile soltanto molto oltre il circolo polare artico. Nell'emisfero sud invece appare circumpolare solo nelle aree più interne del continente antartico. Essendo di magnitudine pari a 6,4, non è osservabile ad occhio nudo; per poterla scorgere è sufficiente comunque anche un binocolo di piccole dimensioni, a patto di avere a disposizione un cielo buio.
Il periodo migliore per la sua osservazione nel cielo serale ricade nei mesi compresi fra fine ottobre e aprile; da entrambi gli emisferi il periodo di visibilità rimane indicativamente lo stesso, grazie alla posizione della stella non lontana dall'equatore celeste.

## Caratteristiche fisiche
La stella è una subgigante bianco-azzurra, ha una massa 7 volte quella del Sole ed una magnitudine assoluta di -3,11. La sua velocità radiale positiva indica che la stella si sta allontanando dal sistema solare.

## Sistema stellare
HD 37055 è un sistema stellare formato da due componenti. La componente principale A è una stella di magnitudine 6,41. La componente B è di magnitudine 12,5, separata da 1,1 secondi d'arco da A e con angolo di posizione di 352 gradi.